# Скакуновский, Денис Олегович
Денис Олегович Скакуновский (род. 4 февраля 1995, Остров, Псковская область, Россия) — российский военнослужащий, лейтенант, заместитель командира парашютно-десантной роты по военно-политической работе 56-го гвардейского десантно-штурмового полка 7-й гвардейской десантно-штурмовой дивизии Воздушно-десантных войск. Герой Российской Федерации (2022).

## Биография
Родился 4 февраля 1995 года в городе Остров Псковской области. Учился Скакуновский в средней общеобразовательной школе № 7 имени В. Н. Пушкарёва, которую мужчина окончил в 2012 году. 
С 2016 года в Вооружённых силах Российской Федерации. Являлся курсантом военного университета Министерства обороны России в Москве. Обучался на факультете военно-политической работы и журналистики. 
В 2021 году окончил университет, после чего был направлен в Воздушно-десантные войска. 
С 2022 года участник вторжения России на Украину. Продолжает нести службу в Воздушно-десантных войсках.

## Звания и награды
- Герой Российской Федерации (Указом Президента Российской Федерации от 2022 года за мужество и героизм, проявленные при исполнении воинского долга, гвардии лейтенанту Скакуновскому Денису Олеговичу присвоено звание Героя Российской Федерации с вручением знака особого отличия — медали «Золотая Звезда»)[6].
- Медаль Суворова.
- Другие награды.